# Erbusco
Erbusco är en ort och kommun i provinsen Brescia i regionen Lombardiet i Italien. Kommunen hade 8 694 invånare (2018).